# Melissa Rippon
Melissa Rippon (20 de enero de 1981, Sídney) es una jugadora de waterpolo de Australia. Su hermana es Rebecca Rippon y su hermanastra es Kate Gynther, ambas de las cuales han sido miembros del equipo de waterpolo nacional de Australia y compitió en los Juegos Olímpicos. Ella juega para los Barracudas Brisbane que compiten en el waterpolo de la Liga Nacional. Ella representó a Australia en waterpolo en los Juegos Olímpicos de Verano 2004, Juegos Olímpicos de Verano 2008, ganando una medalla de bronce, y en los Juegos Olímpicos de Verano de 2012. Ella se ha ganado una medalla de bronce en la Copa Mundial de Waterpolo Femenino FINA 2010, y una medalla de oro en los Juegos de la Commonwealth 2006.
Rippon nació el 20 de enero de 1981 en Sídney, Nueva Gales del Sur, Australia.